# Grzegorz Szymański (elektrotechnik)
Grzegorz Szymański (ur. 29 kwietnia 1947 w Poniecu) – polski inżynier elektrotechnik, profesor nauk technicznych. Specjalizuje się w symulacjach cyfrowych procesów dynamicznych. Profesor zwyczajny na Wydziale Informatyki Politechniki Poznańskiej oraz w Państwowej Wyższej Szkole Zawodowej w Lesznie.

## Życiorys
Studia z elektrotechniki ukończył na Wydziale Elektrycznym Politechniki Poznańskiej w 1971. Stopień doktorski uzyskał w 1976 na Politechnice Łódzkiej. Habilitował się również na Politechnice Łódzkiej w 1984 w zakresie elektrotechniki teoretycznej na podstawie dorobku naukowego i rozprawy pt. Zastosowanie metod całkowych w elektrodynamice technicznej - niektóre metody analizy quasi-stacjonarnego pola w urządzeniach elektromagnetycznych. Tytuł naukowy profesora nauk technicznych został mu nadany w 1998. Pracuje jako profesor zwyczajny w Katedrze Inżynierii Komputerowej Wydziału Informatyki Politechniki Poznańskiej. W pracy badawczej zajmuje się modelowaniem i sterowaniem systemów elektromagnetycznych. Jest członkiem szeregu towarzystw naukowych i technicznych, m.in. International Council on Large Electric Systems (CIGRE). W kadencji 1996-1998 był członkiem Komisji Nauk Elektrycznych PAN. Stypendysta Fundacji Humboldta oraz rządu belgijskiego na Vrije Universiteit w Brukseli.
Jest autorem monografii pt. Symulacja cyfrowa niebezpiecznych oddziaływań stacji i linii wysokich napięć (Wydawnictwo Politechniki Poznańskiej 1998, ISBN 83-7143-196-1). Artykuły publikował w takich czasopismach jak m.in. "Archives of Electrical Engineering", "Przegląd Elektrotechniczny" oraz "Foundations of Computing and Decision Sciences".
Żonaty, ma córkę i syna.
Odznaczony Medalem Komisji Edukacji Narodowej (2006).